# Elena Espinosa Mangana
Elena Espinosa Mangana (Ourense, Galícia 1960) és una política gallega, exMinistra d'Agricultura, Pesca i Alimentació.

## Biografia
Va néixer el 21 de març de 1960 a la ciutat gallega d'Ourense. Va estudiar ciències econòmiques i empresarials a la Universitat de Santiago de Compostel·la.
A partir de 1996 va treballar dos anys a l'Institut Gallec de Medicina Tècnica i va incorporar-se com a Directora Financera Administrativa a l'empresa "Rodman Polyships", i entre 2002 i 2004 fou adjunta a la presidència del "Grup Rodman".

## Activitat política
L'any 1985 va ingressar al Partit Socialista de Galícia, sent nomenada aquell mateix any responsable de la zona urgent de reindustrialització de Vigo, i posteriorment entre 1988 i 1996 va ser nomenada Presidenta de l'Autoritat Portuària d'aquesta ciutat.
Després de la victòria del PSOE en les eleccions generals de 2004, el nou president del govern José Luis Rodríguez Zapatero la nomenà Ministra d'Agricultura, Pesca i Alimentació, i el 2008 també s'encarregaria de les competències en medi ambient, amb el canvi de denominació del nou Ministeri de Medi Ambient, Medi Rural i Marí. El 2010 fou substituïda en el càrrec per Rosa Aguilar. Segons Ecologistes en Acció, va donar «un gir antiecològic» en aquest ministeri, paralitzant de facto l'aprovació o aplicació d'importants encara que insuficients mesures per a la protecció mediambiental, desmuntant equips tècnics i menyspreant la totalitat del moviment ecologista.
En paraules de Jaime Izquierdo (aleshores assessor de la ministra), durant aquells dos anys de mandat d'Espinosa, el Ministeri de Medi ambient reprèn la idea dels governs de Felipe González de vincular en un mateix departament la competència ambiental amb una altra àrea de naturalesa productiva. Es van fer passos per orientar-se en aquesta direcció fins a tal punt que la política ambiental del Govern depassa les competències mateixes del Ministeri per «transcendir» a altres departaments.
El 4 de març de 2012 presenta la seva candidatura a la Secretaria general del Partit dels Socialistes de Galícia (PSdeG- PSOE) al XII Congrés que se celebra entre el 9 i l'11 de març però no aconsegueix superar al seu rival Pachi Vázquez. Poc després, va abandonar la política i es va incorporar a la seva antiga empresa com a Adjunta a la presidència del Grup Rodman, amb un sou de més de 100.000 euros anuals.